# Dinastia de Riduão
A dinastia Riduão, Raduão ou Ruduão (em árabe: Ridwan, Radwan ou Rudwan; em turco: Rizvan) foi a família paxá mais proeminente na Palestina, governando os distritos do sudoeste do eialete de Damasco ("Província de Damasco") nos séculos XVI e XVII sob o domínio otomano. A dinastia se centrou em Gaza, onde seus membros serviram continuamente como sanjaco-beis (governadores de distrito) hereditários do sanjaco (distrito provincial) por mais de um século. Os membros também governaram diferentes províncias e distritos em todo o Império Otomano e detinham títulos adicionais em épocas diferentes. O período Riduão em Gaza foi considerado a última idade de ouro da cidade.
A dinastia foi fundada por Cara Xaim Mustafá Paxá, que atuou como governador de várias províncias e distritos, incluindo Gaza, durante sua carreira. A dinastia recebeu o nome do filho de Mustafá, Riduão Paxá, que serviu como governador de Gaza em 1570 até ser sucedido por seu filho Amade Paxá ibne Riduão, dois anos depois. Este último serviu por 30 anos, período durante o qual Gaza se tornou o principal reduto da dinastia. Os sanjacos de Jerusalém e Nablus ficaram sob a administração de Amade de forma intermitente ao longo de seu governo. Depois que Amade foi transferido como beilerbei (governador provincial) de Damasco em 1601, seu filho Haçane Árabe Paxá herdou o governo de Gaza, ocupando o cargo por 43 anos. Seu governo empobreceu Gaza e levou a dinastia à falência. O filho e sucessor de Haçane, Huceine Paxá, foi nomeado para o cargo em 1644 e serviu até 1672. Sob a liderança de Huceine, Gaza tornou-se uma cidade próspera, segura e religiosamente diversificada. Ele foi deposto e executado pelas autoridades otomanas em 1663, após o que seu irmão Muça Paxá foi nomeado para o cargo, servindo até 1679. O último governador Riduão de Gaza foi o filho de Muça, Amade Paxá II, cujo governo terminou em 1690.

## História

### Fundação
A dinastia de Riduão foi fundada por Cara Xaim Mustafá (mais tarde conhecido como "Mustafá Paxá"), um bósnio étnico, e ex-capiculu (escravo do Porte) de Solimão, o Magnífico. Como parte do sistema devshirme otomano, Mustafá recebeu sua educação no serviço interno do palácio, sendo gradualmente promovido a cargos de alto escalão no governo. Em 1524, depois de ter servido sucessivamente como governador de Erzerum e Diarbaquir e depois como tutor pessoal do filho do sultão Solimão, Xazade Bajazeto, foi temporariamente nomeado governador de Gaza, capital de um sanjaco de mesmo nome, mantendo sua importância da era mameluca anterior. Em 1560, foi promovido ao governo do Egito.
Mustafá Paxá foi sucedido como governador de Gaza por seu filho Riduão Paxá, que deu o nome à dinastia de Riduão. Riduão serviu anteriormente como tesoureiro do Iêmem. Em 1565, Riduão Paxá foi promovido a beilerbei (governador-geral) do Iêmem por dois anos antes de voltar a governar Gaza por um curto período de tempo em 1567. Enquanto isso, em 1566, Mustafá Paxá foi deposto pelo novo sultão Selim II por sua proximidade com Bajazeto, irmão de Selim e rival pelo poder. Mustafá morreu pouco depois. Segundo o historiador Jean-Pierre Filiu, Riduão tornou-se governador de Gaza em 1570. Em 1571, Riduão Paxá havia sido promovido a uáli (governador provincial) de Habexe (Abissínia costeira), Baçorá e Diarbaquir em sucessão, enquanto Barã Paxá, o segundo filho de Mustafá e um alto funcionário do governo otomano, tornou-se governador de Nablus em meados do século XVI. Depois de algum tempo, Barã foi promovido a beilerbei de Damasco e mais tarde amir alhaje (comandante do haje; pl. umara alhaje), tornando-o responsável pela caravana de peregrinação muçulmana a Meca.

### Base em Gaza
Em Gaza, Riduão Paxá foi substituído por seu filho Amade Paxá, que governou por quase 30 anos. Às vezes, durante seu governo, os sanjacos de Nablus e Jerusalém foram anexados ao Sanjaco de Gaza. Este último tornou-se a fortaleza da família e a base do poder sob a liderança de Amade. Por volta do século XVII, ampliou o Castelo de Riduão da era mameluca em Gaza e o transformou na fortaleza da família e no palácio do governador. Amade serviu intermitentemente como emir alhaje, mas lutou para ganhar mais promoção pelo governo otomano, tendo que pressionar vários vizires e burocratas de Istambul com grandes somas de dinheiro e outros presentes, ao contrário de seus antecessores. Acabou sendo nomeado governador de Damasco em 1601, enquanto seu filho Haçane "Árape" Paxá posteriormente herdou o governo de Gaza. Amade morreu mais tarde em 1607.
O apelido Árape ("beduíno") de Haçane Paxá derivou das boas relações da família de Riduão e da reputação de manter as tribos beduínas sob controle. Quando Haçane foi comissionado pelo sultão Murade IV para ajudar a suprimir a longa rebelião de Facradim II (r. 1623–1635), as unidades beduínas de Haçane muitas vezes se mostraram eficazes na batalha. Durante este período, Haçane ganhou o governo adicional de Trípoli, embora tenha sido deposto em 1644. Seu governo empobreceu o sanjaco de Gaza e sobrecarregou a família de Riduão com pesadas dívidas. De acordo com o historiador damasceno e contemporâneo de Haçane, Maomé Amim Almuibi, Haçane teve inúmeras esposas e concubinas e foi pai de 85 filhos. Durante sua vida, um de seus filhos, Huceine Paxá, serviu como governador de Nablus e Jerusalém, bem como emir alhaje.
Após a demissão de Haçane em 1644, Huceine Paxá herdou o governo de Gaza e administrou bem o distrito. Por ser capaz de garantir a segurança das estradas principais e do campo, assegurando e mantendo relações estreitas com as tribos beduínas locais, Gaza e outras cidades na Palestina foram capazes de prosperar e se desenvolver extensivamente durante seu reinado. A importância da cidade foi elevada ao ponto de Gaza ser considerada a "capital da Palestina" pelo cônsul francês de Sidom, Chevalier d'Arvieux. Huceine também desenvolveu relações amistosas com as comunidades cristã e judaica da cidade, permitindo que a primeira construísse novas igrejas e restaurasse as existentes. Nomeou seu filho Ibraim como governador de Jerusalém, mas Ibraim morreu em uma expedição militar de 1661 contra os clãs drusos do Líbano.

### Queda
Em 1663, Huceine foi enviado em uma expedição para ajudar o governador de Damasco a reprimir uma rebelião beduína, mas falhou e deixou a batalha em desgraça. Após petições de seus inimigos no governo otomano, foi convocado a Istambul, onde foi preso e morto pouco depois. De acordo com o historiador Dror Ze'evi, o Estado otomano tornou-se cauteloso com o crescente poder dos Riduãos e acreditava que a eliminação de Huceine lhes permitiria "destruir os remanescentes da dinastia estendida". As autoridades imperiais também estavam desconfortáveis com os laços de Huceine com o cônsul francês e os cristãos locais. De acordo com Filiu, a eliminação de Huceine foi resultado dessa "relação especial".
Muça Paxá sucedeu seu irmão Huceine como governador de Gaza e da Palestina central, mas a duração de seu mandato não é exatamente conhecida, embora um documento de Jerusalém em 1670 o tenha listado como governador. De acordo com o historiador Jean-Pierre Filiu, o governo de Muça terminou em 1679. Muça interrompeu as políticas liberais de Huceine com não-muçulmanos e foi mais cauteloso com os desejos otomanos durante seu governo. Amade Paxá ibne Muça sucedeu seu pai e foi o último governador Riduão de Gaza, servindo até 1690. Após o fim de seu governo, a dinastia de Riduão foi destituída de seu governo hereditário e depois funcionários nomeados pelo governo otomano passaram a governar Gaza, que gradualmente diminuiu em importância. Isso coincidiu com uma retirada geral do apoio às dinastias locais da Sublime Porta (governo imperial otomano). Os descendentes modernos da dinastia de Riduão são conhecidos em Gaza como Dar Albaxa ou "Casa dos Paxás".

## Cultura
A família de Riduão modelou sua dinastia com base na casa imperial otomana e durante os confrontos militares carregavam estandartes de batalha representando sua dinastia e traziam bandas marciais. A família se via como os líderes da região mais ampla e os patronos de outras famílias governantes. Farruque Paxá, o governador circassiano de Jerusalém e fundador da proeminente dinastia de Farruque, era um ex-mameluco (soldado escravo) de Barã Paxá. A dinastia de Farruque governou o sanjaco de Nablus até meados do século XVII. Quiuã, outro mameluco da dinastia de Riduão, tornou-se um importante assessor do governador de Damasco antes que seu filho ganhasse o governo e o cargo de emir alhaje na década de 1670.
Não se sabe se os membros da família de Riduão preferiam usar o árabe ou o turco para se comunicarem entre si e com a maioria das pessoas de língua árabe que vivem em seus distritos. Como oficiais otomanos, falavam bem turco, mas também é evidente que eram bem versados na língua e costumes árabes, devido ao domínio da literatura possuído pelos vários governadores e aos laços estreitos que mantinham com os elites locais, como a família árabe Turabai e as tribos beduínas. Com exceção de decretos imperiais ou provinciais, registros judiciais nos sanjacos de Gaza, Nablus, Jerusalém e Lajum, que os Riduãos e seus aliados frequentemente governavam, foram registrados em árabe, embora o cádi fosse tipicamente um falante imperial turco e, portanto, registros em turno não eram necessários. O casamento e os laços sócio-políticos que os Riduãos mantinham com os Turabais e os Farruques circassianos criaram uma "nova cultura híbrida beduíno-otomana" que era "evidente na vida da corte, no vestuário e provavelmente na linguagem também", segundo o historiador Dror Ze' evi.

### Aliança Riduão-Turabai-Farruque
Entre os séculos XVI e XVII, três famílias controlavam os sanjacos que constituíam a região da Palestina: os Riduãos presidiram Gaza, enquanto os Farruques e Turabais presidiram Nablus e Lajum, respectivamente. Por causa de interesses comuns e relações anteriores de escravos militares, as três famílias estabeleceram laços estreitos ao longo de seu governo. Os Riduãos eram a facção dominante nesta dinastia unificada emergente. Evidência de casamento entre as famílias é indicada por registros otomanos. Por exemplo, a neta de Amade ibne Turabai, o fundador da dinastia de Turabai, era a mãe do governador Assafe Farruque Paxá. A esposa de Assafe era Xacra Catum, filha do governador Huceine Paxá. Após as mortes de Assafe Paxá e Xacra, dois de seus filhos, Maomé Bei e Ali Bei, ficaram sob custódia do irmão de Huceine, o governador Muça Paxá. Uma filha de Haçane "Árape" Paxá, irmã de Muça e Huceine, casou-se com o irmão de Assafe, Ali Farruque. A partilha de bens comuns também ajudou a manter a unidade das famílias.
A aliança Riduão-Turabai-Farruque tratou os territórios da Palestina e, às vezes, da Transjordânia, como feudos hereditários. Durante períodos difíceis, as três famílias uniam suas forças para enfrentar os desafios dos rebeldes ou rivais locais. A relação militar entre eles se originou com a proteção da caravana anual do haje. Quando um governador em particular recebia o papel de emir alhaje, isso exigia que se afastasse de seu sanjaco por longos períodos de tempo. A fim de proteger seus distritos de ataques beduínos, evasão fiscal e danos à propriedade pessoal, os governadores que partiam normalmente confiavam sua autoridade aos governantes do sanjaco vizinho. Por exemplo, em 1589, Riduão Paxá pediu a Assafe ibne Turabai para substituí-lo temporariamente como governador de Damasco, iniciando uma tradição que durou até o século XVII.
A confiança mútua entre as famílias desenvolveu-se em uma firme aliança militar no início do século XVII, como resultado da crescente força de Facradim II na Síria otomana. Apoiado pelo grão-duque da Toscana, Facradim restaurou brevemente suas relações com o governo otomano e em 1622 ganhou o controle dos sanjacos de Safede e Ajlum, tornou-se governador de Nablus e nomeou o mutecelim (cobrador de impostos) de Gaza. Suas forças seguiram em direção a Jerusalém, atravessando a planície costeira da Palestina. Os movimentos de Facradim ameaçaram o governo das três famílias que, após o incentivo da Sublime Porta em Istambul, formaram uma coalizão para impedir seu avanço. Em 1623, os exércitos de Haçane "Árape" Paxá, Maomé ibne Farruque e Amade ibne Turabai derrotaram com sucesso o exército de Facradim no rio Auja, forçando-o a se retirar da Palestina.

### Trabalhos de edificação

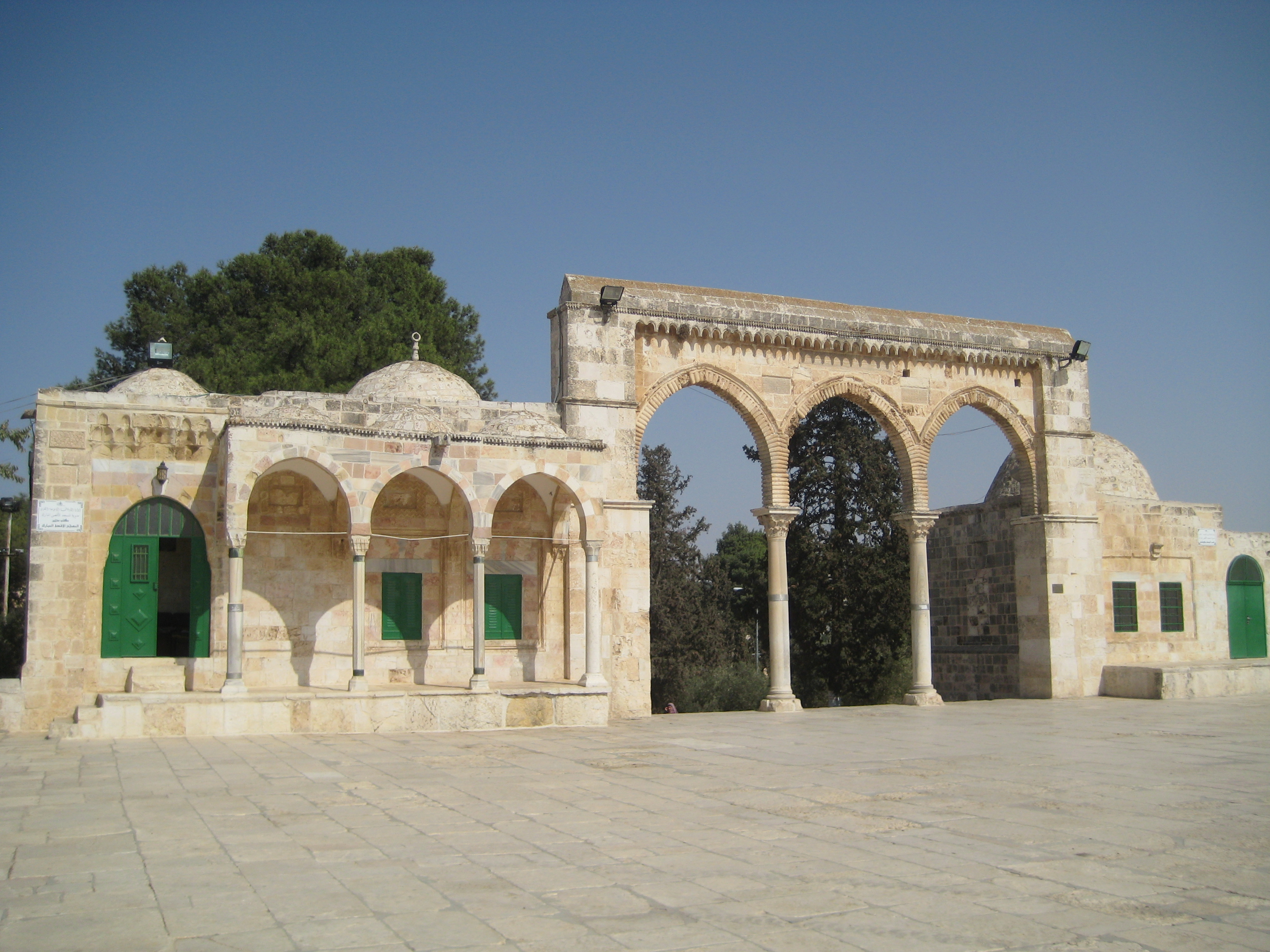
Calua Mameluco de Jerusalém

Ao longo de seu reinado, a dinastia de Riduão acumulou vastas riquezas em Gaza, incluindo terras agrícolas e várias propriedades imobiliárias. A família destinou grande parte dessa riqueza aos awqaf (trustes religiosos), que usaram para financiar a construção e manutenção de vários prédios públicos. Alguns membros da dinastia foram enterrados no Cemitério da Família Riduão (Maqbarat al-Ridwan), localizado ao sul da Grande Mesquita de Gaza. A partir de 2008, o cemitério continha algumas sepulturas de mármore.
A família restaurou os minaretes de duas mesquitas no bairro Xujaia de Gaza, enquanto Muça Paxá reconstruiu o minarete da Grande Mesquita. Uma mesquita também foi construída dentro dos limites da fortaleza de Cácer Albaxa, que mais tarde veio a ser conhecida como o Castelo de Riduão devido à sua função como residência dos Riduãos (Adabauia). A fortaleza em si foi equipada com defesas adicionais, incluindo fendas para flechas e aberturas estreitas, que foram estendidas para empregar o uso de canhões. Durante o governo Riduão, o Mercado Dourado no bairro Adaraje de Gaza foi reconstruído, assim como a casa de banhos Hamame Assamara e o ex-caravançarai Câ Azaite. Barã Paxá ordenou a construção da principal sabil ("fonte") em Gaza em meados do século XVI.
No Monte do Templo (Harã Axarife) em Jerusalém, Amade Paxá ibne Riduão ordenou a construção em 1601 de um calua, conhecido como Calua Mameluco, para sufis locais liderados por Algazi Abul Saúde, e para o estudo da jurisprudência islâmica. O arquiteto do calua foi Abde Almucim ibne Ninre, que trabalhou em outros projetos de Amade Paxá em Jerusalém. Amade Paxá estabeleceu um waqf para financiar Abul Saúde e a manutenção e administração do calua.

## Lista de governantes
| Governador             | Reinado             | Notas                                                                               |
| ---------------------- | ------------------- | ----------------------------------------------------------------------------------- |
| Cara Xaim Mustafá Paxá | Meados do século XV | Primeiro governador Riduão de Gaza. A datação precisa de seu governo é incerta      |
| Riduão Paxá            | 1570–1573           | Filho de Cara Xaim Mustafá Paxá                                                     |
| Amade Paxá I           | 1585–1605           | Filho de Riduão PAxá                                                                |
| Haçane Árape Paxá      | 1605–1644           | Filho de Amade Paxá I                                                               |
| Huceine Paxá           | 1644–1661           | Filho de Haçane Árape Paxá                                                          |
| Ibraim Paxá            | 1660–1661           | Filho de Huceine Paxá; morreu um ano após assumir o ofício em uma expedição militar |
| Huceine Paxá           | 1661–1662           | Segundo mandato; preso e executado em 1662/63                                       |
| Muça Paxá              | 1663–1679           | Irmão de Huceine Paxá                                                               |
| Amade Paxá II          | 1679–1690           | Filho de Muça Paxá; último governador Riduão de Gaza                                |